# Georg Utz (Ringer)
Georg Utz (* 22. August 1935 in Kornwestheim; † 25. Dezember 2019 ebenda) war ein deutscher Ringer.

## Werdegang
Georg Utz wuchs in Kornwestheim auf und begann beim dortigen Athletik Sportverein (ASV) bereits als Kind mit dem Ringen. Nach vielen guten Ergebnissen im Schüler- und Jugendbereich auf regionaler Ebene war sein 3. Platz bei der deutschen Jugendmeisterschaft 1953 in Friesenheim in der Klasse bis 70 kg Körpergewicht im freien Stil sein bestes Ergebnis jener Zeit. Einen großen Sprung nach vorne machte er 1956, als er deutscher Juniorenmeister im Mittelgewicht, griech.-röm. Stil vor Theo Harth aus Frankfurt-Griesheim und Willi Lohneiß aus Untertürkheim wurde. Seine ersten DM-Titel gewann er 1959 in beiden Stilarten. Im Olympiajahr 1960 versuchte er sich in beiden Stilarten für die Olympischen Spiele in Rom zu qualifizieren, obwohl er sich im Januar dieses Jahres noch einer schweren Meniskusoperation unterziehen musste. Beim damaligen Stand der Medizin bedeutete das einen Trainingsausfall von 3 Monaten. Im griechisch-römischen Stil belegte er trotzdem hinter dem WM-Dritten von 1958 Lothar Metz aus Rostock, aber noch vor dem Vizeweltmeister von 1958 Horst Heß aus Dortmund den 2. Platz. Im freien Stil lief es noch besser für ihn, denn er gewann die Olympiaqualifikation im Mittelgewicht vor dem Olympiavierten von 1956 Johann Sterr aus Neuaubing und dem WM-Dritten von 1959 Lothar Lippa aus Halle. Bei den Olympischen Spielen kam er dann auf den 8. Platz.
Bei Weltmeisterschaften trat er 1962 in Toledo/USA in beiden Stilarten an. Im griechisch-römischen Stil belegte er einen guten 5. Platz und im freien Stil den 8. Platz.
Im Laufe seiner Karriere gelangen ihm bei Länderkämpfen oder Turnieren auch schöne Siege über starke Gegner wie den sowjetischen Sportler Waleri Iwankin, den Franzosen René Schiermeyer, Mansour Hasrati aus dem Iran, Per-Arne Ytterström aus Schweden und Tevfik Kış aus der Türkei.
Georg Utz beendete 1963 seine Ringerlaufbahn. Er betätigte sich als Trainer in seinem Stammverein ASV Kornwestheim, den er nie verließ. Später war über 20 Jahre lang auch Vorsitzender dieses Vereins.
Georg Utz war gelernter Maschinenschlosser und wechselte in den 1970er Jahren in die Versicherungsbranche. Er führte in seinem Heimatort Kornwestheim bis zu seiner Pensionierung eine gut florierende Generalvertretung des Branchenführers.

## Internationale Erfolge
(OS = Olympische Spiele, WM = Weltmeisterschaft, GR = griech.-röm. Stil, F = Freistil, We = Weltergewicht, damals bis 78 kg Körpergewicht, Mi = Mittelgewicht, damals bis 79 kg Körpergewicht, Anm.: 1961 wurde die Gewichtsklasseneinteilung geändert)
- 1958, 2. Platz, Turnier in Udine, GR, Mi, hinter Branislav Simić, Jugoslawien und vor Molon, Italien
- 1959, 3. Platz, Turnier in Split, GR, Mi, hinter Dimitar Dobrew, Bulgarien und Lamy, Frankreich und vor Ribarits, Österreich und Tevfik Kış, Türkei
- 1960, 8. Platz, Olympische Spiele in Rom, F, Mi, mit Siegen über Viljo Punkari, Finnland und Henri Mottier, Schweiz und Niederlagen gegen Edward De Witt, USA und Giorgi Schirtladse, UdSSR
- 1961, 1. Platz, Turnier in Salzburg, GR, Mi, vor Mansour Hasrati, Iran und Vatai, Ungarn
- 1962, 2. Platz, Turnier in Linz, GR, We, hinter Hasrati und vor Bolesław Dubicki, Polen
- 1962, 8. Platz, WM in Toledo/USA, F, We, mit Sieg über Jacob Reitz, Südafrika, einem Unentschieden gegen Hans Antonsson, Schweden und einer Niederlage gegen Petko Dermedschew, Bulgarien
- 1962, 5. Platz, WM in Toledo/USA, GR, We, mit Sieg über Bjarne Ansboll, Dänemark und Niederlagen gegen Anatoli Kolessow, UdSSR und Yavuz Selekman, Türkei
- 1963, 1. Platz, Turnier in Selestadt, GR, We, vor René Schiermeyer, Frankreich und Arrighi, Frankreich

## Wichtigste Länderkämpfe
- 1959, BRD gegen Schweden, GR, Mi, Schultersieger über Per-Arne Ytterström
- 1960, UdSSR gegen BRD, GR, Mi, Punktniederlage gegen Anatoli Kolessow
- 1960, UdSSR gegen BRD, GR, Mi, Punktniederlage gegen Nikolai Tschutschalow
- 1960, UdSSR gegen BRD, GR, Mi, Punktsieg über Waleri Iwankin
- 1961, BRD gegen UdSSR, GR, We, Punktniederlage gegen Anatoli Kolessow
- 1961, BRD gegen UdSSR, GR, We, Punktniederlage gegen Jan Roots
- 1962, BRD gegen Frankreich, GR, We, Schultersieg über René Schiermeyer
- 1963, BRD gegen Bulgarien, F, We, Punktniederlage gegen Aliew

## Deutsche Meisterschaften
- 1956, 3. Platz, GR, Mi, hinter Otto Schnarrenberger, Schorndorf und August Deuschle, Münster
- 1957, 2. Platz, GR, Mi, hinter Horst Heß, Dortmund und vor Otto Schnarrenberger
- 1958, 2. Platz, GR, Mi, hinter Horst Heß  und vor Josef Büttner, Aschaffenburg
- 1958, 2. Platz, F, Mi, hinter Emil Vogler, Feudenheim und vor Johann Sterr, Neuaubing
- 1959, 1. Platz, GR, Mi, vor Josef Büttner und Ernst Mürle, Brötzingen
- 1959, 1. Platz, F, Mi, vor Helmut Rechel, Kleinostheim und Reinhold Herrmann, Köngen
- 1960, 1. Platz, GR, Mi, vor Horst Heß und Josef Büttner
- 1960, 1. Platz, F, Mi, vor Armin Lippold, Köln und Klaus Lohrey, Schonungen
- 1961, 1. Platz, GR, Mi, vor Werner Hoppe, Köllerbach und Walter Kuhn, Schifferstadt
- 1962, 1. Platz, GR, We, vor Werner Hoppe und Peter Nettekoven, Duisdorf
- 1962, 3. Platz, F, We, hinter Peter Nettekoven und Werner Bodamer, Kirchheim